# Зернов, Михаил Степанович
Михаил Степанович Зернов (1 октября 1857, Москва — 31 января 1938, Париж) — российский врач, физиотерапевт, бальнеолог, общественный деятель. Оказал влияние на развитие курортов Кавказские Минеральные Воды (особенно Ессентуков), Сочи, Врньячка Баня.

## Биография
Родился 1 октября 1857 года в Москве. Отец — Степан Иванович Зернов, протоиерей церкви Николы Явленного на Арбате, мать — Прасковья Дмитриевна, брат — Дмитрий.
В 1882 году окончил медицинский факультет Московского университета и был оставлен при университете в должности ординатора кафедры госпитальной клиники внутренних болезней, возглавляемой профессором А. А. Остроумовым. В 1886 г. 3ернов был приглашён в качестве консультанта на Кавказские Минеральные Воды, где провёл реорганизацию курортов. В 1897 г. привлекался к реорганизации курорта в Сочи (проект санатория реализован не был, но участвовал в создании сочинской Пушкинской библиотеки).
Одновременно состоял гласным Московской городской думы, был председателем Арбатского попечительства о бедных и других благотворительных организаций.
С 1905 — член партии кадетов.
В 1911 — один из инициаторов создания Общества Московского научного института.
1917—1920 — врач в военном госпитале в Ессентуках.
1920 г. — семья Зерновых эвакуирована в Грузию вместе с медицинским управлением Добровольческой армии, организовал новую грязелечебницу в Тифлисе.
Февраль 1921 г. — переезд в Константинополь.
Осень 1921 г. — переезд в Югославию. Выполнил проект реорганизации курорта Врньячка Баня.
С 1927 года Зернов проживал в Париже, занимался частной практикой. Активно участвовал в жизни Московского землячества. Разработал систему различных пособий для нуждающихся эмигрантов, основал фонд в честь 175-летия Московского университета, создал 16 именных стипендий в память выдающихся русских учёных, писателей и общественных деятелей. Одновременно состоял товарищем председателя Общества русских врачей им. И. Мечникова в Париже.
Скончался 31 января 1938 г. Похоронен на Медонском кладбище.
Жена — Кеслер Софья Александровна, дети: сыновья Владимир и Николай, дочери Софья и Мария.

## Научная и общественная деятельность
Уже в период учёбы и работы под руководством профессора А. А. Остроумова, М. С. Зернов увлёкся изучением воздействия на организм человека физических методов лечения. В результате, сконструировал собственный аппарат для электромассажа. Из поездки в Париж привёз в Россию душ профессора Шарко.
По инициативе М. С. Зернова в Ессентуках при поддержке главноначальствующего Кавказа Г. С. Голицына была существенно расширена курортная зона, разбит Английский парк, началось активное строительство здравниц. В частности был основан первый санаторий для малоимущих, где применялись передовые методы лечения, в том числе, впервые было применено лечение озонированным воздухом, который распылялся вместе с солями минеральных Ессентукских источников. Для осуществления этого проекта было создано Вспомогательное общество «Санатория», членами которого были как частные лица, так и учреждения: земства, казначейства, Союз сценических деятелей, Художественный театр и другие.
Деятельности М. С. Зернова Ессентуки обязаны появлением электро-светового диагностического, терапевтического института.
Среди пациентов Зернова был К. С. Станиславский, С. П. Ремизова-Довгелло.
В годы жизни в Югославии по заказу Министерства здравоохранения выполнил проект реорганизации одного из лучших курортов страны — Врньячка Баня.